# Карнак (Іллінойс)
Карнак (англ. Karnak) — селище (англ. village) в США, в окрузі Пуласкі штату Іллінойс. Населення — 430 осіб (2020).

## Географія
Карнак розташований за координатами 37°17′39″ пн. ш. 88°58′34″ зх. д. / 37.29417° пн. ш. 88.97611° зх. д. (37.294168, -88.976066).  За даними Бюро перепису населення США в 2010 році селище мало площу 4,69 км², з яких 4,68 км² — суходіл та 0,01 км² — водойми.

## Демографія
Згідно з переписом 2010 року, у селищі мешкало 499 осіб у 227 домогосподарствах у складі 127 родин. Густота населення становила 106 осіб/км².  Було 260 помешкань (55/км²).
Расовий склад населення:
| - 93,8 % — білих - 4,2 % — чорних або афроамериканців - 0,2 % — корінних американців |

До двох чи більше рас належало 1,2 %. Частка іспаномовних становила 2,0 % від усіх жителів.
За віковим діапазоном населення розподілялося таким чином: 20,4 % — особи молодші 18 років, 59,4 % — особи у віці 18—64 років, 20,2 % — особи у віці 65 років та старші. Медіана віку мешканця становила 44,3 року. На 100 осіб жіночої статі у селищі припадало 84,1 чоловіків;  на 100 жінок у віці від 18 років та старших — 81,3 чоловіків також старших 18 років.
Середній дохід на одне домашнє господарство  становив 65 467 доларів США (медіана — 35 938), а середній дохід на одну сім'ю — 90 287 доларів (медіана — 44 632). Медіана доходів становила 41 875 доларів для чоловіків та 22 031 долар для жінок. За межею бідності перебувало 20,5 % осіб, у тому числі 15,2 % дітей у віці до 18 років та 18,3 % осіб у віці 65 років та старших.
Цивільне працевлаштоване населення становило 200 осіб. Основні галузі зайнятості: освіта, охорона здоров'я та соціальна допомога — 29,0 %, транспорт — 19,5 %, виробництво — 16,0 %.